# Gardenian
Gardenian – szwedzka grupa muzyczna wykonująca melodic death metal.

## Muzycy
Ostatni skład zespołu
- Apollo Papathanasio – śpiew
- Niklas Engelin – gitara
- Kriss Albertsson - sesyjnie i podczas koncertów gitara basowa
- Thim Blom – perkusja

Byli członkowie zespołu
- Jim Kjell - gitara, śpiew
- Häkan Skoger - gitara basowa
- Robert Hakemo – gitara basowa

## Historia
Gardenian został założony w Göteborgu w 1996 r. Od początku do końca swego istnienia, muzyka grupy skupiała się na typowym dla szwedzkiej twórczości melodic death metalu. W 1999 r., po wydaniu drugiej płyty, zespół grał w trasach koncertowych z liderami metalowej sceny muzycznej: In Flames, Dark Tranquillity, Hypocrisy czy Children of Bodom. Mimo to grupa rozczarowana była współpracą z wytwórnią Nuclear Blast i zerwała z nią kontrakt po wydaniu trzeciego albumu. W roku 2003, po problemach związanych ze znalezieniem nowej wytwórni i ogólnym zniechęceniu członków zespołu do całego projektu, grupa przeszła intensywne zmiany kadrowe, po czym szybko rozwiązała się na początku 2004 roku.

## Dyskografia
- Two Feet Stand (1997)
- Soulburner (1999)
- Sindustries (2000)